# Lužický pluton
Lužický pluton, nazývaný také jako lužický žulový masiv, je rozsáhlý pluton rozkládající se mezi německým městem Drážďany a krystalinikem Jizerských hor. Patří mezi největší odkryté žulové plutony ve střední Evropě.
Jedná se převážně o granitoidní komplex tvořený řadou hornin:
- lužický granodiorit (granodiorit), ve starší literatuře dělený na západo- a východolužický;
- lipovsko-rožanský granodiorit;
- dvojslídý hybridný granodiorit;
- václavický granodiorit;
- brtnický granit (žula);
- rumburský granit (žula);
- stolpenský granit (žula);
- doprovodné horniny, především porfyry a žilný dolerit.

Na území Česka zasahuje jen částí ve Šluknovském a Frýdlantském výběžku. V Německu se nachází zhruba na jižní polovině Horní Lužice – jeho severní okraj prochází severně za Kamencem, Budyšínem a Zhořelcem. Na severu se intruzívně stýká s lužickými drobami, na západě je oddělen od labské zóny západolužickou poruchou, na jihu a jihovýchodě hraničí v oblasti lužického zlomu se sedimentárními horninami české křídové tabule a na východě sousedí s horninami krkonošsko-jizerského krystalinika.